# 梅花自行车
Colnago是一家意大利自行車廠商的商標名，是以創辦人的名字Ernesto Colnago當作他所生產的自行車的商標；因其商标含有扑克牌中的梅花形状，在中文地区也被非正式称作梅花。Oval CX是自行車之中非常罕見的特殊車款，1980年代，空氣動力學成為影響比賽成績的一項研究題目，那一個年份許多自行車的產品致力研究如何減少或是降低空氣阻力；Aero Dynamic 成為當時經常出現在這一個行業的字眼。
Colnago oval cx就是Eenesto Colnago在1983年所發表為減少空氣阻力的全新設計的車款，他的特徵是使用的鋼管是橢圓剖面的特殊管材（義大利專門生產自行車車架鋼管的廠商Columbus特別生產這一款鋼管，也以CX命名），煞車線以及變速線隱藏在車身的鋼管之中，座管是至目前為止直徑最細的20mm（當時鋼管車架多為27.2mm）；變速把手從下管的兩側改到左右併在一起位於下管中間的上方；全車車架電鍍並上薄漆只有Saronni 紅，灰以及藍等三色；這一個車款全球只有生產250台。

## 外部連結
- Official Colnago website （页面存档备份，存于）